# Grup A-71
El Grup A-71 va ser una companyia de teatre catalana de l'anomenat teatre independent dels anys 70 del segle passat d'una certa importància dins el panorama teatral del moment. Van ser un grup de teatre independent actius a Barcelona des del 1971 fins al 1980.

## Estrenes
- 1973. Descens a la superfície interior, tres, original de Manuel de Pedrolo.
- 1974. La lliçó, original d'Eugène Ionesco. Traducció de Joan Argenté
- 1975. Mixtura indiscretament mòbil, original de Manuel de Pedrolo.
- 1976. Bèsties de mar, original d'Edward Albee.
- 1977. Pitarrades